# Седлищенська сільська рада (Любешівський район)
Седлищенська сільська рада — сільська рада в Любешівському районі Волинської області з адміністративним центром у селі Седлище.

## Загальні відомості
Історична дата утворення: в 1949 році. Водоймища на території, підпорядкованій даній раді: річка Стохід.

## Населені пункти
Сільській раді підпорядковані населені пункти:
- с. Седлище
- с. Угриничі

## Склад ради
Рада складається з 19 депутатів та голови.

### Керівний склад ради
| ПІБ                      | Основні відомості                                                 | Дата обрання | Дата звільнення |
| ------------------------ | ----------------------------------------------------------------- | ------------ | --------------- |
| Матюк Василь Іванович    | Сільський голова, 1951 року народження, освіта, безпартійний      | 26.03.2006   | 31.10.2010      |
| Ланевич Людмила Петрівна | Сільський голова, 1961 року народження, освіта вища, позапартійна | 31.10.2010   |                 |

Примітка: таблиця складена за даними джерела

## Населення
Згідно з переписом УРСР 1989 року чисельність наявного населення села становила 1745 осіб, з яких 836 чоловіків та 909 жінок.
За переписом населення України 2001 року в селі мешкала 1821 особа.

### Мова
Розподіл населення за рідною мовою за даними перепису 2001 року:
| Мова       | Відсоток |
| ---------- | -------- |
| українська | 99,46 %  |
| російська  | 0,54 %   |